# Sd.Kfz.9
Sd.Kfz.9 (Sonderkraftfahrzeug 9) – półgąsienicowy ciągnik, używany przez armię niemiecką podczas II wojny światowej. Był największy z rodziny niemieckich ciągników półgąsienicowych.

## Historia
Sd.Kfz.9 został zaprojektowany jako ciężki ciągnik artyleryjski, lecz rzadko był używany w jednostkach ciężkiej i najcięższej artylerii. Zazwyczaj był używany jako pojazd ewakuacyjny polowych oddziałów remontowych. Był wysyłany do holowania wszystkich, nawet najcięższych pojazdów, które ugrzęzły lub zostały uszkodzone. W czasie wojny, wraz z postępem technicznym, kiedy czołgi stawały się coraz większe i cięższe, pojazdy te wysyłane były po dwa lub trzy naraz, aby holować pojedynczą Panterę lub Tygrysa. Podczas kampanii w Rosji duże koła jezdne, o średnicy ponad 90 cm, umożliwiały mu pokonywanie błotnistego terenu, który unieruchamiał inne pojazdy. Wyciągarka razem z ułożonym poziomo bębnem, zamontowana między dnem skrzyni ładunkowej a ramą, była dużą pomocą przy ewakuacji pojazdów. Ciągnik był napędzany silnikiem Maybach HL 108, takim samym, jakie były montowane we wczesnych wersjach czołgów Panzerkampfwagen III i Panzerkampfwagen IV. W wersji 9/1 na ciągniku monotwano sześciotonowy dźwig (Bildstein), a w wersji 9/2 dziesięciotonowy dźwig (Demag).